# Xenorhina oxycephala
Xenorhina oxycephala là một loài ếch trong họ Nhái bầu.
Nó được tìm thấy ở Tây Papua ở Indonesia và Papua New Guinea.
Các môi trường sống tự nhiên của chúng là các khu rừng ẩm ướt đất thấp nhiệt đới hoặc cận nhiệt đới, vườn nông thôn, các vùng đô thị, và các khu rừng trước đây bị suy thoái nặng nề.